# Marmor Parium

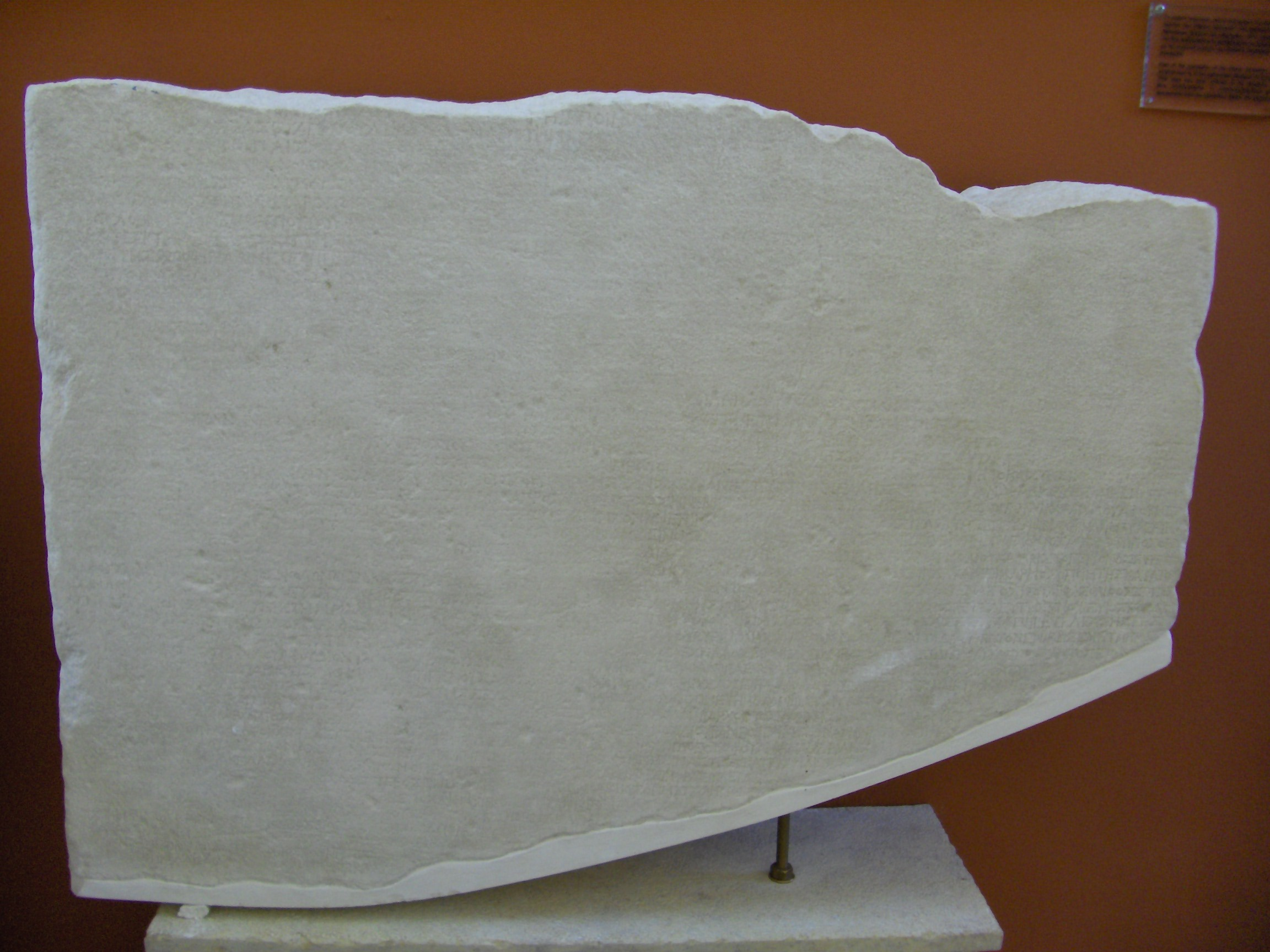
Marmor Parium, fragment z muzeum w Paros

Marmor Parium – pochodząca z epoki hellenistycznej, grecka kronika wyryta na marmurowej tablicy.
Kronika zawiera opis wydarzeń od legendarnego założenia Aten przez Kekropsa w 1581/0 p.n.e. do roku 299/8 p.n.e. i podzielona jest obecnie na dwie części. Część pierwszą zakupił w 1627 roku w Smyrnie Thomas Howard, earl Arundel, i zabrał ją ze sobą do Londynu. Odczytany tekst ogłosił drukiem John Selden (Marmora Arundelliana, London 1628–9). Górna część tablicy Howarda uległa zniszczeniu w trakcie angielskiej wojny domowej i jej treść znana jest dziś wyłącznie z pracy Seldena. Ocalała część, zawierająca opis wydarzeń z lat 895/894–355/354 p.n.e., trafiła w 1667 roku do zbiorów Uniwersytetu Oksfordzkiego i jest obecnie przechowywana w Ashmolean Museum. Druga część tablicy, zawierająca wydarzenia od 336/335 do 299/298 p.n.e., została odnaleziona w 1897 roku na wyspie Paros i znajduje się obecnie w tamtejszym muzeum. Najważniejszą edycję całości tekstu ogłosił Felix Jacoby (Berlin 1904).
Wydarzenia w Marmor Parium datowane są według panowania archontów oraz liczby lat wstecz od roku 264/3 p.n.e. Źródłem były dzieła kronikarzy ateńskich. Opowieść o Deukalionie i potopie datowana jest na 1528/7 p.n.e., nauczenie ludzi uprawy zbóż przez Demeter na 1409/8 p.n.e., zaś upadek Troi na 1209/8 p.n.e. Zdaniem anonimowego autora kroniki Hezjod żył pokolenie wcześniej niż Homer. Wydarzenia ułożone są w następstwie czasowym, podzielone na wersy zawierające wzmiankę o jednym lub większej liczbie wydarzeń. Chronologia jednak nie zawsze jest ścisła.